# Бреммер, Иэн
Ян Артур Бреммер (англ. Ian Arthur Bremmer; род. 12 ноября 1969, Бостон) — американский политолог, специализирующийся на международных политических рисках. Президент и основатель исследовательской и консалтинговой компании по политическим рискам Eurasia Group, а также основатель медиа-компании GZERO Media.

## Биография
Родился 12 ноября 1969 года в городе Челси штата Массачусетс. Имеет армянские (по бабушке по материнской линии), итальянские и немецкие корни. Отец — Артур Бреммер (англ. Arthur Bremmer), мать — Мария Дж., в девичестве Скривано (англ. Maria J.; Scrivano). Отец участвовал в Корейской войне и скончался в возрасте 46 лет, когда сыну было четыре года. Учился в средней школе Святого Доминика Савио в Восточном Бостоне. Окончил Тулейнский университет (1989). В 1994 году получил докторскую степень в области политических наук в Стэнфордском университете защитив диссертацию «Этническая политика: русские на Украине» (англ. The politics of ethnicity: Russians in the Ukraine). В 1993 году возглавлял социологическое исследование «Русские как этнические меньшинства на постсоветском пространстве», проведённое в Казахстане и Украине.
В 1998 году в офисе Института мировой политики в Нью-Йорке Бреммер основывает компанию Eurasia Group, которая занимается политическим консалтингом и исследованием политических рисков. Первоначально компания Бреммера ориентировалась на рынок развивающихся стран, однако со временем Eurasia Group стала работать на рынках стран с развитой экономикой. К 2000 году Eurasia Group открыла свой офис Лондоне, в 2005 году — в Вашингтоне, в 2015 году — в Токио, в 2016 году — Сан-Франциско и Сан-Паулу, а в 2017 году — в Бразилиа и Сингапуре. Бреммер является соавтором ежегодного отчёта Eurasia Group «Основные риски» (англ. Top Risks report), в котором содержится прогноз 10 ключевых геополитических рисков предстоящего года.
Бреммер — автор 11 книг по международным отношениям, публикует статьи для Financial Times A-List, а также является обозревателем по международным делам и редактором по особым поручениям журнала Time. Входит в президентский совет Американского комитета помощи Ближнему Востоку, руководящий совет неправительственной организации Concordia Summit и попечительский совет Intelligence Squared. В 2007 году он был назван «Молодым глобальным лидером» Всемирного экономического форума, а в 2010 году основал и был назначен председателем Совета ВЭФ по глобальной повестке дня по геополитическим рискам.
С 2013 года — профессор глобальных исследований Нью-Йоркского университета. В 2019 году начал преподавать курс прикладной геополитики в Школе международных и общественных отношений Колумбийского университета.
В 2017 году Бреммер и Eurasia Group запустили цифровую медиа-компанию GZERO Media и национальное общественное телешоу США под названием GZERO World с Яном Бреммером на телеканале PBS. Название компании связано с термином, введённым Бреммером в книге «Каждая нация сама за себя» (полное название — англ. Every Nation for Itself: Winners and Losers in a G-Zero World) для описания мира, в котором ни одна страна или группа стран не имеет политических и экономических рычагов воздействия на международную повестку дня.

## Избранная библиография
- Soviet Nationalities Problems. (edited with Norman Naimark), (Stanford: Stanford Center for Russian and East European Studies: 1990). ISBN 0-87725-195-9
- Nations and Politics in the Soviet Successor States. (edited with Raymond Taras[англ.]), (Cambridge: Cambridge University Press, 1993). ISBN 0-521-43860-8
- New States, New Politics: Building the Post-Soviet Nations. (edited with Raymond Taras[англ.]), (Cambridge: Cambridge University Press, 1997). ISBN 0-521-57799-3
- The J Curve: A New Way to Understand Why Nations Rise and Fall[англ.]. (Simon & Schuster, 2006; revised paperback, 2007). ISBN 0-7432-7471-7
- Managing Strategic Surprise: Lessons from Risk Management & Risk Assessment. (edited with Paul Bracken and David Gordon), (Cambridge: Cambridge University Press, 2008). ISBN 0-521-88315-6
- The Fat Tail: The Power of Political Knowledge for Strategic Investing[англ.]. (with Preston Keat), (New York: Oxford University Press, 2009; revised paperback, 2010). ISBN 0-19-532855-8
- The End of the Free Market: Who Wins the War Between States and Corporations[англ.]. (New York: Portfolio, 2010; revised paperback 2011). ISBN 978-1-59184-301-6
- Every Nation for Itself: Winners and Losers in a G-Zero World[англ.]. (New York: Portfolio, May 2012; revised paperback 2013). ISBN 978-1-59184-468-6
- Superpower: Three Choices for America’s Role in the World[англ.]. (New York: Portfolio, May 2015). ISBN 978-1591847472
- Us vs Them: The Failure of Globalism. (New York: Portfolio, April 2018). ISBN 978-0525533184
- The Power of Crisis: How Three Threats—And Our Response—Will Change The World. (New York: Simon and Schuster, May 2022). ISBN 978-1982167509